# Saint-Étienne-de-Fougères

Saint-Étienne-de-Fougères este o comună în departamentul Lot-et-Garonne din sud-vestul Franței. În 2009 avea o populație de 832 de locuitori.

## Evoluția populației
| An        | 1975 | 1982 | 1990 | 1999 | 2006 | 2009 |
| --------- | ---- | ---- | ---- | ---- | ---- | ---- |
| Populație | 625  | 631  | 689  | 732  | 785  | 832  |